# Бет Шак
Бет Шак (на английски: Beth Shak) е американска професионална покер играчка.
Кариерата ѝ започва през 2004 г., когато участва в турнира Световните покер серии, Playboy's Poker Tournament, „Aces & Angels“.

## Кариера
Бет Шак е лице на FullTilt poker и играе често там, като участва в турнирите, които се предлагат.
През 2005 г. участва в Световните покер серии за жени и завършва 8-а, а това е едва 2-рото ѝ участие. През 2007 г. завършва 2-ра в $3K No-Limit Hold ‘em отново в Световните покер серии.

## Личен живот
Омъжена е за професионалния покер играч Даниел Шак и има 3 деца.